# Thorpark

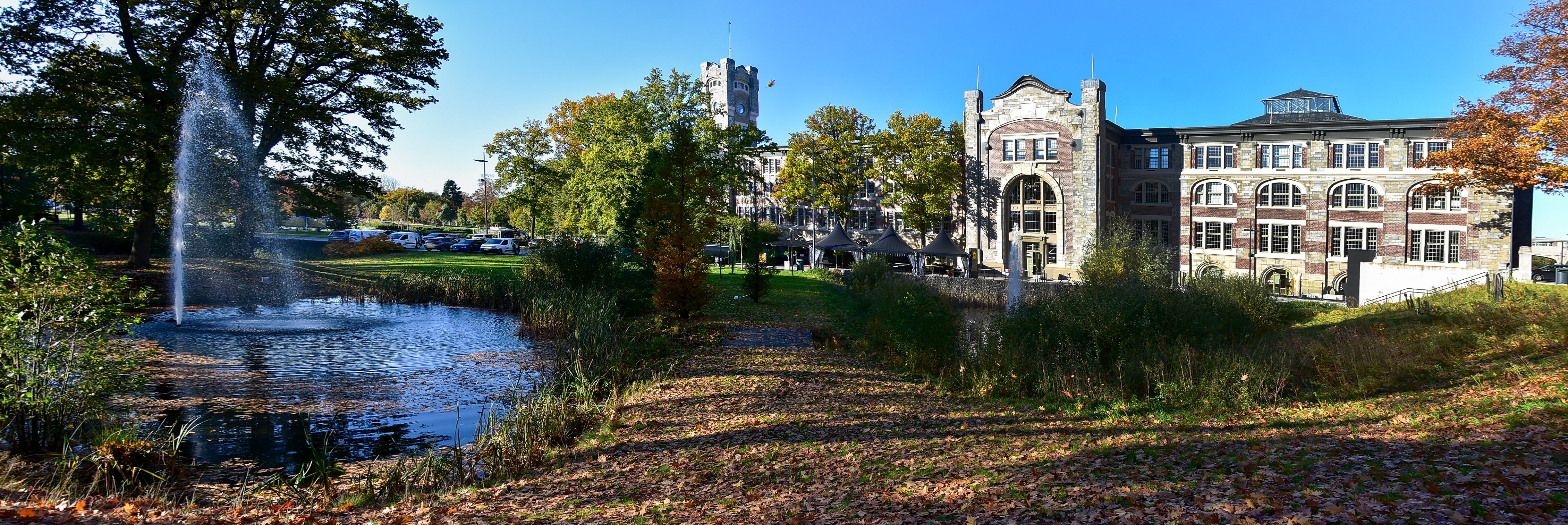
Thor Central het vroegere hoofdgebouw van de Steenkoolmijn van Waterschei

Het Thorpark in Genk, ook Thor Park Waterschei genoemd, is een 90 hectare groot gebied waar de voormalige steenkoolmijn van Waterschei in de Belgische provincie Limburg actief was. Thor verwijst naar de voetbalclub Thor Waterschei die in 1988 fusioneerde en KRC Genk werd en waarvan het stadion, de Cegeka Arena, bij Thorpark ligt. 
Thorpark omvat: 
- Erfgoed: de vroegere gebouwen van de Steenkoolmijn van Waterschei met Thor Central, het vroegere hoofgebouw van de Steenkoolmijn met daarin mijnmuseum Mijndepot en met eet- en feestgelegenheden, tentoonstellingsruimte, kinderopvang en kantoren. En verder onder meer de schachttorens, de ophaalgebouwen en het ventilatorgebouw van de mijn, die opgeknapt zijn.
- Een park- en natuurgebied van 30 hectare met de terrils van de steenkoolmijn van Waterschei, dat sinds 2018 deel uitmaakt van Nationaal Park Hoge Kempen.[1]. Thorpark is het beginpunt van een aantal wandelpaden met onder meer het Steenmannetjespad dat naar de top van de terril leidt. Vlakbij liggen de Klaverberg, het Kolenspoor en het Schansbroek.
- Technologie- en wetenschapspark Thorpark[2]. Thorpark is een vestingsplaats voor verschillende soorten bedrijven, onderzoek- en opleidingsinstellingen actief rond  energietransitie, slimme maakindustrie en smart city applicaties. Die zijn gevestigd in modern ogende gebouwen op de site, genaamd EnergyVille, T2-campus, IncubaThor, FacThory en Thor Central.
- Sedert 2022 vindt het exotische muziekfestival Afro-Latino Festival plaats op de Thorpark site en in 2024 was er ook de eerste editie van muziekfestival Thor Park Live met onder meer Clouseau, Metejoor, Natalia en Di-Rect.

## Galerij

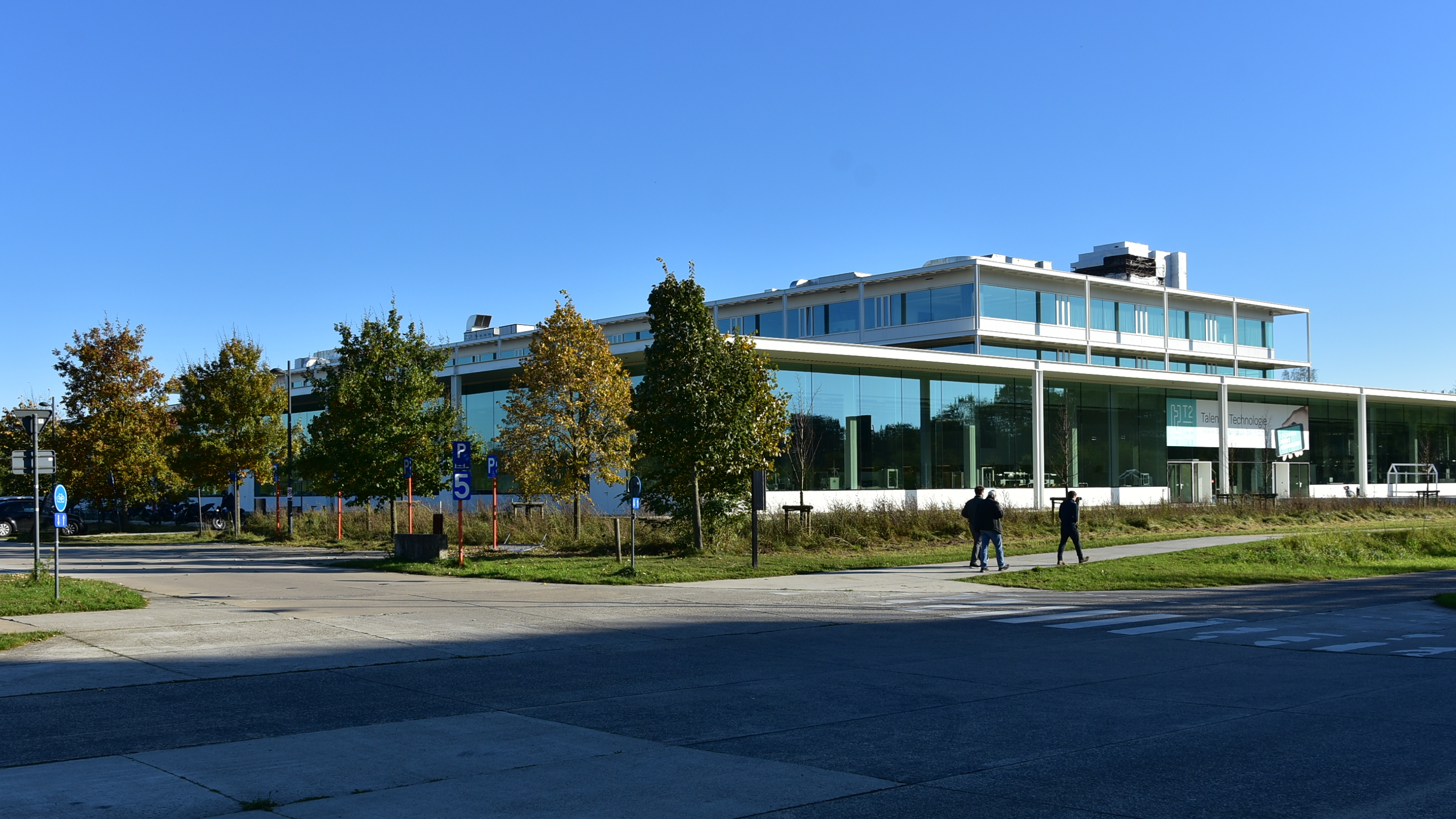
T-2 campus in het Thorpark
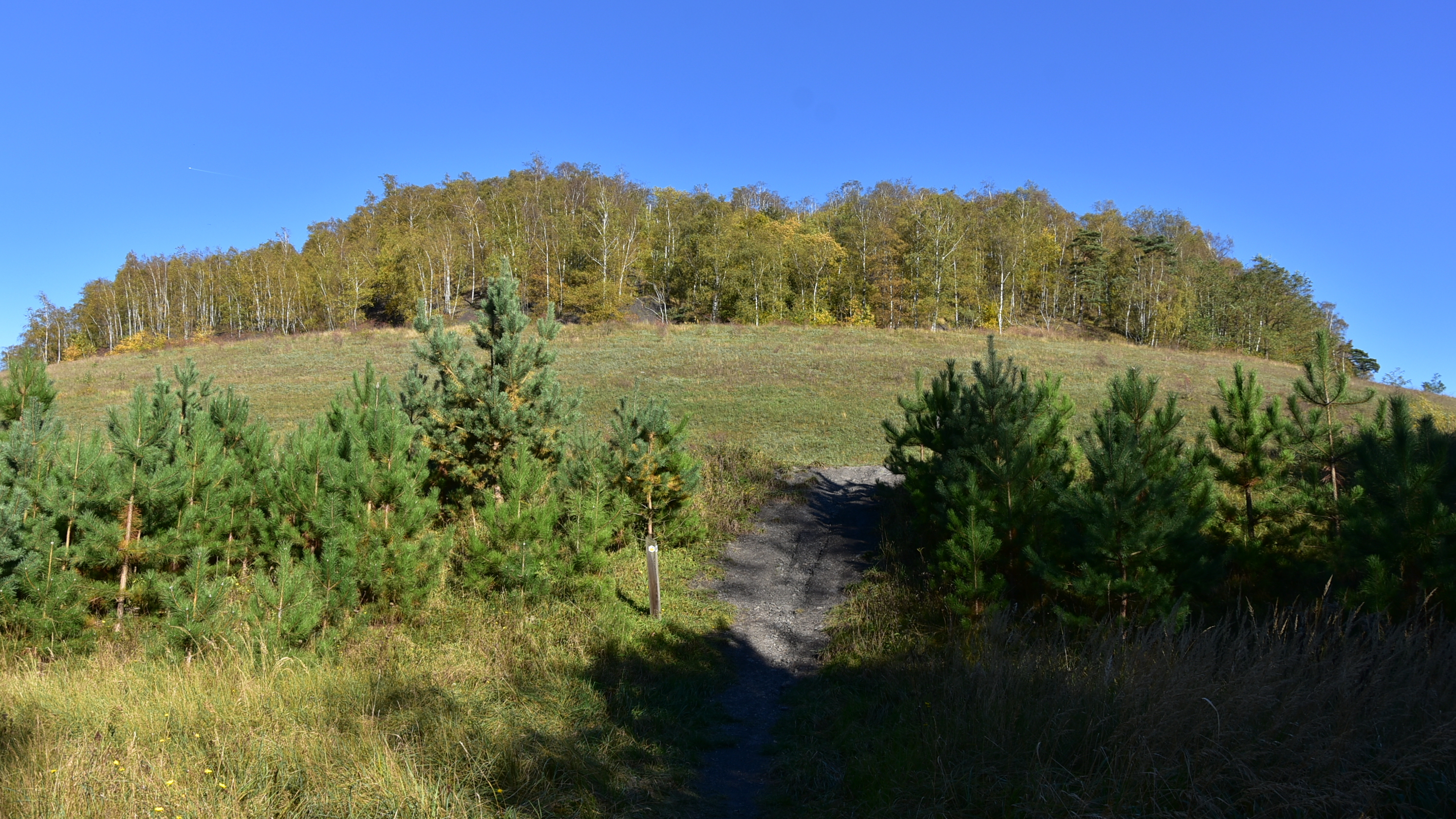
De beboste mijnterril van Waterschei
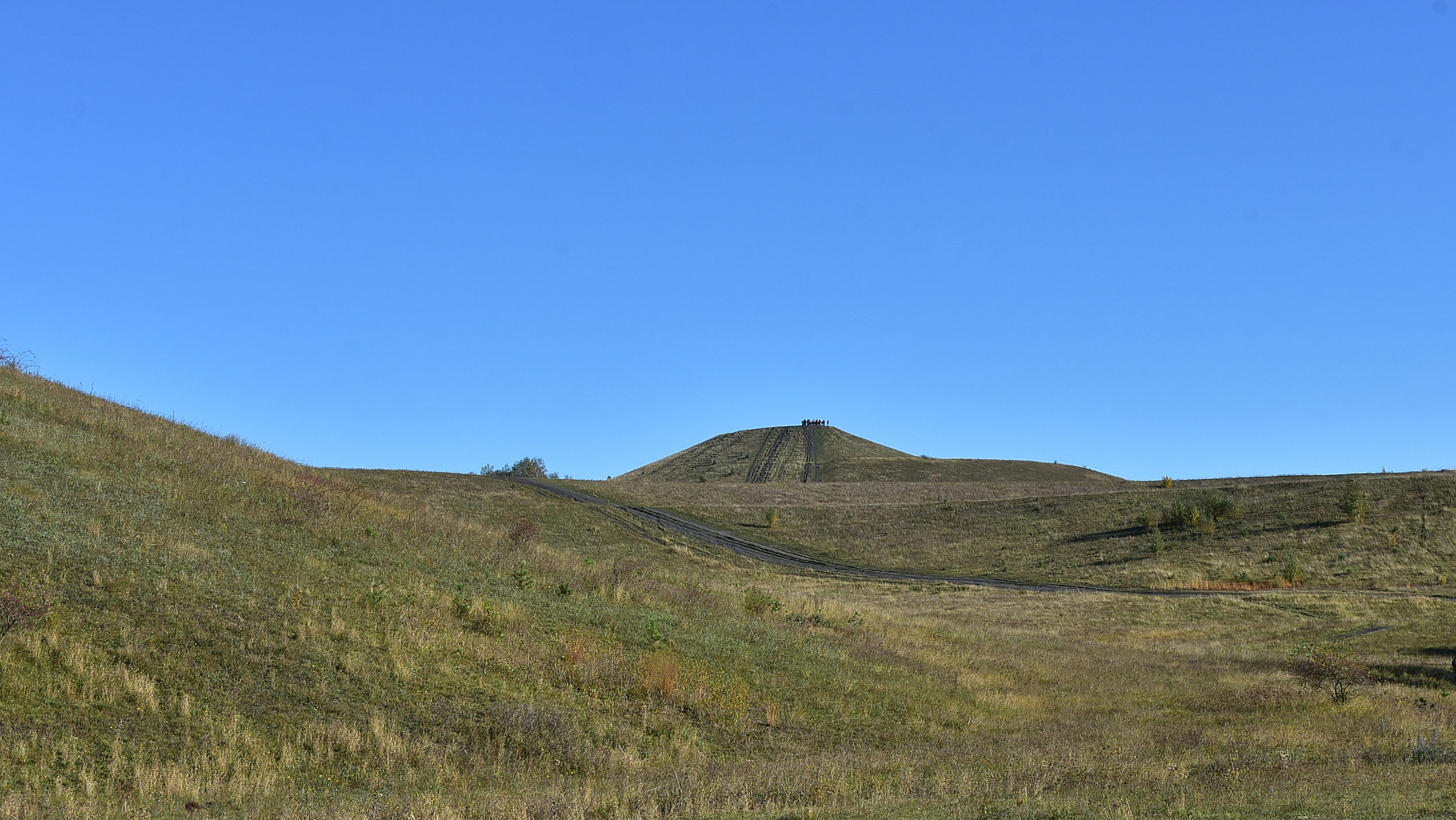
De noordelijke, kale terril, 155 m hoog